# Benjamin Constant (ort)
Benjamin Constant är en ort i delstaten Amazonas i nordvästra Brasilien. Den är belägen vid floden Javaris sammanflöde med Amazonfloden vid gränsen mot Peru. Folkmängden uppgick till cirka 20 000 invånare vid folkräkningen 2010. Benjamin Constant är centralort i en kommun med samma namn. Orten är uppkallad efter en politiker med detta namn.